# Schizotetranychus parasemus
Schizotetranychus parasemus är en spindeldjursart som beskrevs av Pritchard och Baker 1955. Schizotetranychus parasemus ingår i släktet Schizotetranychus och familjen Tetranychidae. Inga underarter finns listade i Catalogue of Life.